# Мендон (Вермонт)
Мендон (англ. Mendon) — місто (англ. town) в США, в окрузі Ратленд штату Вермонт. Населення — 1149 осіб (2020).

## Демографія
Згідно з переписом 2010 року, у місті мешкало 1059 осіб у 475 домогосподарствах у складі 294 родин. Було 683 помешкання
Расовий склад населення:
| - 95,8 % — білих - 1,2 % — азіатів - 0,9 % — чорних або афроамериканців |

До двох чи більше рас належало 1,9 %. Частка іспаномовних становила 1,1 % від усіх жителів.
За віковим діапазоном населення розподілялося таким чином: 17,1 % — особи молодші 18 років, 65,8 % — особи у віці 18—64 років, 17,1 % — особи у віці 65 років та старші. Медіана віку мешканця становила 48,9 року. На 100 осіб жіночої статі у місті припадало 93,6 чоловіків;  на 100 жінок у віці від 18 років та старших — 96,0 чоловіків також старших 18 років.
Середній дохід на одне домашнє господарство  становив 91 625 доларів США (медіана — 67 014), а середній дохід на одну сім'ю — 116 406 доларів (медіана — 81 161). Медіана доходів становила 46 250 доларів для чоловіків та 50 952 долари для жінок. За межею бідності перебувало 6,4 % осіб, у тому числі 7,7 % дітей у віці до 18 років та 2,8 % осіб у віці 65 років та старших.
Цивільне працевлаштоване населення становило 539 осіб. Основні галузі зайнятості: освіта, охорона здоров'я та соціальна допомога — 23,4 %, мистецтво, розваги та відпочинок — 17,4 %, виробництво — 14,3 %.